# Factor X (programa de televisión español)
Factor X es un talent show musical español basado en el popular formato británico The X Factor. El programa, presentado por Ion Aramendi, está producido por Fremantle para su emisión en Telecinco.
Anteriormente fue emitido en Cuatro durante las dos primeras ediciones, entre 2007 y 2008, y en la tercera edición, en 2018, se recuperó la marca para emitirlo en Telecinco.
El objetivo del programa es descubrir nuevos talentos musicales. El ganador del concurso obtiene un contrato discográfico con Universal Music.

## Mecánica
Tras superar una fase de audiciones que se emiten en televisión aparentemente como primer casting, los participantes que acceden al concurso se dividen en tres grupos en las dos primeras ediciones y en cuatro grupos en la tercera: chicos menores de 24 años, chicas menores de 24, mayores de 25 años y grupos. Los artistas de cada grupo son apadrinados por un mentor, que también ejerce de jurado en las galas semanales. Es el público, a través del televoto, quien elige la permanencia en el programa y el ganador.

## Equipo

### Presentadores
|               | Cuatro | Cuatro |      |      |
| Edición       | 1      | 2      | 3    | 4    |
| Año           | 2007   | 2008   | 2018 | 2024 |
| ------------- | ------ | ------ | ---- | ---- |
| Nuria Roca    |        |        |      |      |
| Jesús Vázquez |        |        |      |      |
| Ion Aramendi  |        |        |      |      |

### Jurado
|                     | Cuatro | Cuatro |      |      |
| Edición             | 1      | 2      | 3    | 4    |
| Año                 | 2007   | 2008   | 2018 | 2024 |
| ------------------- | ------ | ------ | ---- | ---- |
| Miqui Puig          |        |        |      |      |
| Eva Perales         |        |        |      |      |
| Jorge Flo           |        |        |      |      |
| Risto Mejide        |        |        |      |      |
| Laura Pausini       |        |        |      |      |
| Fernando Montesinos |        |        |      |      |
| Xavi Martínez       |        |        |      |      |
| Abraham Mateo       |        |        |      |      |
| Lali Espósito       |        |        |      |      |
| Vanesa Martín       |        |        |      |      |
| Willy Bárcenas      |        |        |      |      |

## Primera edición (2007)
Los tres miembros del jurado, apadrinan a cada una de las categorías. Concretamente Eva Perales se encarga de los mayores de 25 años, Miqui Puig es el responsable de los grupos vocales y Jorge Flo tiene asignados a los solistas de 16 a 24 años.

### Concursantes y categorías
| Concursantes                                    | Procedencia   | Categoría     | Mentor      | Galas en duelo | Información     |
| ----------------------------------------------- | ------------- | ------------- | ----------- | -------------- | --------------- |
| María Villalón                                  | Málaga        | 16-24 años    | Jorge Flo   | Nunca          | Ganadora        |
| Angy Fernández                                  | Palma         | 16-24 años    | Jorge Flo   | Nunca          | 2.º Lugar       |
| Walter Renato                                   | Lanzarote     | 16-24 años    | Jorge Flo   | 5.ª            | 3.er Lugar      |
| United (Adriel, Luis y José David Guerra)       | Las Palmas    | Grupos        | Miqui Puig  | 7.ª            | 4.º Lugar       |
| Pedro Heredia                                   | Granada       | Mayores de 25 | Eva Perales | 6.ª, 7.ª       | 8.º Eliminado   |
| Leire Martínez                                  | San Sebastián | Mayores de 25 | Eva Perales | 3.ª, 6.ª       | 7.ª Eliminada   |
| Sometimes (Daniel, Vicente, Yapcy y Gustavo)    | Tenerife      | Grupos        | Miqui Puig  | 4.ª, 5.ª       | 6.os Eliminados |
| Ailyn                                           | Barcelona     | 16-24 años    | Jorge Flo   | 2.ª, 4.ª       | 5.ª Eliminada   |
| David Hooper                                    | Murcia        | Mayores de 25 | Eva Perales | Nunca          | 4.º Eliminado   |
| Yolanda Yugueros                                | León          | Mayores de 25 | Eva Perales | 1.ª, 3.ª       | 3.ª Eliminada   |
| Lady's (María, Vanessa, Yuleimi, Saray y Erika) | Las Palmas    | Grupos        | Miqui Puig  | 2.ª            | 2.as Eliminadas |
| Mr. Roch (Rubén e Isaac)                        | Barcelona     | Grupos        | Miqui Puig  | 1.ª            | 1.os Eliminados |

En esta edición salen cuatro cantantes destacadas: 
- María Villalón, la ganadora de esta edición, actualmente cuenta con siete discos de estudio en el mercado: "Entre sueños", "Rompe", "Las mejores canciones de María", "Te espero aquí", "Los tejados donde fuimos más que amigos", "Historias de una cantonta" y "El insólito viaje de una gota de lluvia", además, ha publicado dos libros, el último de ellos de recetas de cocina, también fue la ganadora de la séptima edición de Tu cara me suena.
- Leire Martínez entre 2008 y 2024 fue la vocalista del grupo La Oreja de Van Gogh.
- Angy Fernández, finalista del concurso, empezó su carrera como actriz en series como,  Física o Química y  Los Protegidos, o en películas como Torrente 5, además de emprender una carrera discográfica en solitario con varios discos en el mercado. Asimismo, en 2011 se convierte en la ganadora de la primera edición de Tu cara me suena y, posteriormente, comienza a colaborar en varios programas de radio y televisión como Pequeños Gigantes y Levántate. En 2024 participó en el Benidorm Fest 2024.
- Ailyn fue la vocalista de la banda Sirenia durante 8 años (2008-2016).

### Estadísticas semanales
|           | Gala 1     | Gala 2     | Gala 3    | Gala 4    | Gala 5     | Gala 6    | Semifinal | Final    |
| --------- | ---------- | ---------- | --------- | --------- | ---------- | --------- | --------- | -------- |
| María     | Salvada    | Salvada    | Salvada   | Salvada   | Salvada    | Salvada   | Salvada   | Ganadora |
| Angy      | Salvada    | Salvada    | Salvada   | Salvada   | Salvada    | Salvada   | Salvada   | Segunda  |
| Walter    | Salvado    | Salvado    | Salvado   | Salvado   | Duelo      | Salvado   | Salvado   | Tercero  |
| United    | Salvados   | Salvados   | Salvados  | Salvados  | Salvados   | Salvados  | Duelo     | Cuartos  |
| Pedro     | Salvado    | Salvado    | Salvado   | Salvado   | Salvado    | Duelo     | Eliminado |          |
| Leire     | Salvada    | Salvada    | Duelo     | Salvada   | Salvada    | Eliminada |           |          |
| Sometimes | Salvados   | Salvados   | Salvados  | Duelo     | Eliminados |           |           |          |
| Ailyn     | Salvada    | Duelo      | Salvada   | Eliminada |            |           |           |          |
| David     | Salvado    | Salvado    | Salvado   | Eliminado |            |           |           |          |
| Yolanda   | Duelo      | Salvada    | Eliminada |           |            |           |           |          |
| Lady's    | Salvadas   | Eliminadas |           |           |            |           |           |          |
| Mr. Roch  | Eliminados |            |           |           |            |           |           |          |

     El concursante no estaba en el programa.
     El concursante fue el menos votado por el público y eliminado en la misma gala.
     El concursante fue elegido para batirse en duelo y fue eliminado por el jurado.
     El concursante fue elegido para batirse en duelo pero fue salvado por el jurado.
     El concursante fue salvado por el público.

### Audiencias
| Fecha      | Características del Programa                                                                           | Audiencia         |
| ---------- | --- | ----------------- |
| 28/05/2007 | Gala 1 / Presentación de los concursantes / Nominación de Mr. Roch y Yolanda / Eliminación de Mr. Roch | 1 902 000 (12,3%) |
| 04/06/2007 | Gala 2 / Nominación de Lady's y Ailyn / Eliminación de Lady's                                          | 1 584 000 (10,0%) |
| 11/06/2007 | Gala 3 / Nominación de Yolanda y Leire / Eliminación de Yolanda                                        | 1 642 000 (10,9%) |
| 18/06/2007 | Gala 4 / Eliminación de David / Nominación de Ailyn y Sometimes / Eliminación de Ailyn                 | 1 591 000 (10,4%) |
| 25/06/2007 | Gala 5 / Nominación de Walter y Sometimes / Eliminación de Sometimes                                   | 1 530 000 (10,3%) |
| 02/07/2007 | Gala 6 / Nominación de Pedro y Leire / Eliminación de Leire                                            | 1 413 000 (10,2%) |
| 09/07/2007 | Gala 7 / Semifinal / Nominación de Pedro y United / Eliminación de Pedro                               | 1 579 000 (11,3%) |
| 16/07/2007 | Gala 8 / Final / Ganadora María / 2.ª Angy / 3.º Walter / 4.os United                                  | 1 848 000 (15,1%) |

## Segunda edición (2008)
La segunda edición se emitió entre el 22 de septiembre y el 12 de noviembre de 2008, si bien los resúmenes de los cástines se emitieron previamente desde el 1 de septiembre.
Nuria Roca repitió como conductora, esta vez en colaboración con Eduardo Yanes, en el papel de X-Man, como reportero del programa. Repitieron también los tres miembros del jurado, aunque en esta ocasión Miqui Puig se encargó de los mayores de 25 años, Jorge Flo fue el responsable de los grupos vocales y Eva Perales tuvo asignados a los solistas de 16 a 24 años.
El número de concursantes participantes aumentó a 15 y, como novedad, a mitad del concurso se incorporó una nueva participante, elegida en un casting virtual a través de la web del programa.

### Concursantes y categorías
| Concursantes                                                       | Procedencia | Categoría     | Mentor      | Galas en duelo | Información     |
| ------------------------------------------------------------------ | ----------- | ------------- | ----------- | -------------- | --------------- |
| Vocal Tempo (Leonel, Karen, Roberto, Luis, Roberto y Jorge)        | Zaragoza    | Grupos        | Jorge Flo   | Nunca          | Ganadores       |
| Laura Gónzalez "Maret"                                             | Galicia     | 16-24 años    | Eva Perales | Nunca          | 2.º Lugar       |
| Élanis (Elena y Isabel)                                            | Barcelona   | Grupos        | Jorge Flo   | 7.ª            | 3.er Lugar      |
| Gera Márquez                                                       | Cádiz       | 16-24 años    | Eva Perales | 5.ª            | 4.º Lugar       |
| Dunia Trujillo                                                     | Las Palmas  | Mayores de 25 | Miqui Puig  | Nunca          | 5.º Lugar       |
| María López                                                        | Madrid      | Mayores de 25 | Miqui Puig  | 2.ª, 4.ª y 7.ª | 11.ª Eliminada  |
| Álex                                                               | Barcelona   | Mayores de 25 | Miqui Puig  | 6.ª            | 10.º Eliminado  |
| Alikindoi (Sergio y Adrián)                                        | Cádiz       | Grupos        | Jorge Flo   | 6.ª            | 9.os Eliminados |
| Mario Jefferson                                                    | Málaga      | 16-24 años    | Eva Perales | Nunca          | 8.º Eliminado   |
| Marta Cabrera                                                      | Tenerife    | 16-24 años    | Eva Perales | 3.ª y 5.ª      | 7.ª Eliminada   |
| New Boys (Carlos Manuel, Glen Emilio, Reiner, Juan Carlos y Alean) | Galicia     | Grupos        | Jorge Flo   | 1.ªa y 4.ª     | 6.os Eliminados |
| Jadel                                                              | Tenerife    | 16-24 años    | Eva Perales | 1.ªb y 3.ª     | 5.º Eliminado   |
| Alexey Jer                                                         | Las Palmas  | Mayores de 25 | Miqui Puig  | 1.ªc y 2.ª     | 4.º Eliminado   |
| Evelyn Evangelisti                                                 | Valencia    | Mayores de 25 | Miqui Puig  | 1.ªc           | 3.ª Eliminada   |
| Miriam Milanés                                                     | Barcelona   | 16-24 años    | Eva Perales | 1.ªb           | 2.ª Eliminada   |
| Lunáticas (Trizia Alonso, Esther y Damaris Martínez)               | Madrid      | Grupos        | Jorge Flo   | 1.ªa           | 1.as Eliminadas |

En esta edición destacan varios concursantes por su participación en otros programas musicales como Operación Triunfo, El Número Uno y La Voz.
- Jadel fue el ganador de El Número Uno.
- Mario Jefferson fue tercer finalista de Operación Triunfo 2011.
- Trizia Alonso fue la segunda Expulsada de Operación Triunfo 2005.
- María López fue participante de Destino Eurovisión para representar a España en el Festival de la canción de Eurovisión 2011.
- Damaris Martínez fue participante de la primera edición de La Voz, formando parte del equipo de Rosario Flores.
- Miriam Milanés, participó en la audiciones a ciegas de la primera edición de La Voz, aunque no logró entrar en ningún equipo.

### Estadísticas semanales
|             | Gala 1     | Gala 2    | Gala 3    | Gala 4     | Gala 5     | Gala 5     | Gala 6    | Semifinal | Final     |
| ----------- | ---------- | --------- | --------- | ---------- | ---------- | ---------- | --------- | --------- | --------- |
| Vocal Tempo | Salvados   | Salvados  | Salvados  | Salvados   | Salvados   | Salvados   | Salvados  | Salvados  | Ganadores |
| Laura       |            |           |           | Aspirante  | Entra      | Salvada    | Salvada   | Salvada   | Segunda   |
| Élanis      | Salvadas   | Salvadas  | Salvadas  | Salvadas   | Salvadas   | Salvadas   | Salvadas  | Duelo     | Terceras  |
| Gera        | Salvada    | Salvada   | Salvada   | Salvada    | Duelo      | Duelo      | Salvada   | Salvada   | Cuarta    |
| Dunia       | Salvada    | Salvada   | Salvada   | Salvada    | Salvada    | Salvada    | Salvada   | Salvada   | Quinta    |
| María       | Salvada    | Duelo     | Salvada   | Duelo      | Salvada    | Salvada    | Salvada   | Eliminada |           |
| Álex        | Salvado    | Salvado   | Salvado   | Salvado    | Salvado    | Salvado    | Duelo     | Eliminado |           |
| Alikindoi   | Salvados   | Salvados  | Salvados  | Salvados   | Salvados   | Salvados   | Eliminado |           |           |
| Mario       | Salvado    | Salvado   | Salvado   | Salvado    | Salvado    | Salvado    | Eliminado |           |           |
| Marta       | Salvada    | Salvada   | Duelo     | Salvada    | Eliminada  | Eliminada  |           |           |           |
| New Boys    | Duelo      | Salvados  | Salvados  | Eliminados |            |            |           |           |           |
| Javier Luis | Duelo      | Salvado   | Eliminado |            |            |            |           |           |           |
| Jer         | Duelo      | Eliminado |           |            |            |            |           |           |           |
| Evelyn      | Eliminada  |           |           |            |            |            |           |           |           |
| Miriam      | Eliminada  |           |           |            |            |            |           |           |           |
| Lunáticas   | Eliminadas |           |           |            |            |            |           |           |           |
| Brigitte    |            |           |           | Aspirante  | Eliminada  | Eliminada  |           |           |           |
| Altea       |            |           |           | Aspirantes | Eliminados | Eliminados |           |           |           |

     El concursante no estaba en el programa.
     El concursante fue el menos votado por el público y eliminado en la misma gala.
     El concursante fue elegido para batirse en duelo y fue eliminado por el jurado.
     El concursante fue elegido para batirse en duelo pero fue salvado por el jurado.
     El concursante fue salvado por el público.
     El concursante fue aspirante para entrar al programa.
     El concursante no consiguió entrar en el programa.
     El concursante se incorpora al programa.

### Audiencias
| Fecha      | Características del Programa                                                                   | Audiencia      |
| ---------- | ---------------------------------------------------------------------------------------------- | -------------- |
| 22/09/2008 | Gala 1 / Presentación / 6 nominaciones / Eliminación de Lunáticas, Miriam y Evelyn             | 700 000 (5,4%) |
| 01/10/2008 | Gala 2 / Nominación de Jer y María / Eliminación de Jer                                        | 762 000 (5,9%) |
| 08/10/2008 | Gala 3 / Nominación de Javier Luis y Marta / Eliminación de Javier Luis                        | 690 000 (5,2%) |
| 15/10/2008 | Gala 4 / Nominación de María y New Boys / Eliminación de New Boys                              | 834 000 (6,8%) |
| 22/10/2008 | Gala 5 / Nominación de Marta y Gera / Eliminación de Marta                                     | 828 000 (6,5%) |
| 29/10/2008 | Gala 6 / Eliminación de Mario / Nominación de Alikindoi y Álex / Eliminación de Alikindoi      | 843 000 (6,7%) |
| 05/11/2008 | Gala 7 / Semifinal / Eliminación de Álex / Nominación de María y Élanis / Eliminación de María | 548 000 (4,7%) |
| 12/11/2008 | Gala 8 / Final / Ganadores Vocal Tempo / 2.ª Laura / 3.as Élanis / 4.ª Gera / 5.ª Dunia        | 876 000 (5,1%) |

## Tercera edición (2018)
La tercera edición llegó a la parrilla de Telecinco el viernes 13 de abril de 2018, rescatando así el formato que después de diez años para buscar nuevos talentos. En esta nueva etapa, el programa fue presentado por Jesús Vázquez y contó con Laura Pausini, Risto Mejide, Fernando Montesinos y Xavi Martínez como mentores, quienes formaron cuatro equipos: Chicos a cargo de Laura Pausini, Chicas a cargo de Risto Mejide, Adultos con Fernando Montesinos y Grupos a cargo de Xavi Martínez. A diferencia de las otras dos ediciones, el programa emitió en prime time las audiciones donde seleccionaron a doce concursantes de cada categoría, los cuales pasaron a la fase de las sillas, donde solo cinco pasaron a estar dentro de Factor X, por último, en la siguiente fase del programa, se decidió que tres concursantes de cada categoría pasaran a las galas en directo, tomando la decisión el mentor con el apoyo de un asesor, los asesores fueron India Martínez (Risto Mejide), Carlos Rivera (Laura Pausini), Andrés Ceballos (Fernando Montesinos) y Jorge Ruiz (Xavi Martínez). Además, esta edición contó con Xtra Factor, un espacio presentado por Nando Escribano en Divinity con entrevistas previas y posteriores en el backstage a los participantes, y momentos inéditos del formato.

### Concursantes y categorías
| Concursantes                                                                 | Procedencia | Categoría | Mentor        | Galas en duelo | Información     |
| ---------------------------------------------------------------------------- | ----------- | --------- | ------------- | -------------- | --------------- |
| Pol Granch                                                                   | Madrid      | Chicos    | Laura Pausini | Nunca          | Ganador         |
| Elena Farga                                                                  | Valencia    | Chicas    | Risto Mejide  | Nunca          | 2.º Lugar       |
| Samuel Hernández                                                             | Madrid      | Chicos    | Laura Pausini | 4.ª            | 3.er Lugar      |
| W-Caps (ahora MARLENA; Ana Legazpi y Carolina Moyano)                        | Madrid      | Grupos    | Xavi Martínez | 4.ª            | 4.º Lugar       |
| Poupie                                                                       | Lyon        | Chicas    | Risto Mejide  | 3.ª, 4.ª       | 8.ª Eliminada   |
| Malva                                                                        | Murcia      | Grupos    | Xavi Martínez | 4.ª            | 7.os Eliminados |
| Gema Tomás                                                                   | Alicante    | Adultos   | F. Montesinos | 1.ª, 2.ª       | 6.ª Eliminada   |
| Enrique Ramil                                                                | Ares        | Adultos   | F. Montesinos | Nunca          | 5° Eliminado    |
| Fusa Nocta                                                                   | Madrid      | Chicas    | Risto Mejide  | 3.ª            | 4.ª Eliminada   |
| NOAH (Carlota Busquets, Mia Farrés, Paula Noguer, Irene Carreras y Sara Roy) | Barcelona   | Grupos    | Xavi Martínez | Nunca          | 3.as Eliminadas |
| Óscar Noguera "Oscárboles"                                                   | Tarragona   | Adultos   | F. Montesinos | 2.ª            | 2.º Eliminado   |
| José Antonio Bermejo "El Niño"                                               | Mérida      | Chicos    | Laura Pausini | 1.ª            | 1.er Eliminado  |
| Seleccionados descartados en la Decisión final                               |             |           |               |                |                 |
| Asier Marcos                                                                 | Bilbao      | Chicos    | Laura Pausini | Nunca          | Eliminados      |
| Riduan Moh                                                                   | Melilla     | Chicos    | Laura Pausini | Nunca          | Eliminados      |
| Lara García López                                                            | Barcelona   | Chicas    | Risto Mejide  | Nunca          | Eliminados      |
| Daniela DiCostas                                                             | Vigo        | Chicas    | Risto Mejide  | Nunca          | Eliminados      |
| Pedro Giménez                                                                | Tarragona   | Adultos   | F. Montesinos | Nunca          | Eliminados      |
| Xavier Aparici Stinson "Lobo"                                                | Barcelona   | Adultos   | F. Montesinos | Nunca          | Eliminados      |
| El Duende Callejero (Félix, Ángel, Rafa y Aarón)                             | Córdoba     | Grupos    | Xavi Martínez | Nunca          | Eliminados      |
| SolDSon (Carmen Fernández, Juan de Dios y Juan Manuel Martín)                | Málaga      | Grupos    | Xavi Martínez | Nunca          | Eliminados      |

De esta edición salen varios cantantes destacados:
- Pol Granch, tras el programa comienza una carrera discografía, con varios hit, convirtiéndose en poco tiempo en uno de los cantantes más prometedores del panorama nacional, además de empezar también una prometedora carrera como actor participando en la exitosa serie de Netflix, Élite
- W-Caps cambió su nombre de grupo en 2020 a MARLENA. En 2024 participaron en el Benidorm Fest 2024.
- Enrique Ramil que previamente también había participado en Operación Triunfo 2011, en 2020 se presenta y gana el programa Tierra de talento de Canal Sur, haciéndose así un hueco en el mercado nacional e internacional, haciendo su primera gira por Latinoamérica en 2021.
- Elena Farga  tras el concurso inicio una carrera destacable como cantautora, llegando a hacer la canción oficial de la selección española femenina para el mundial 2023, el cual salieron campeonas, también en 2023, participó en la segunda edición de Dúos increíbles.
- Malva tras el programa empieza a destacar el grupo en el panorama nacional, como una de las bandas pop rock más prometedoras
- Fusa Nocta  en 2023  participó en el Benidorm Fest 2023, llegando a la final.
- Lara García  participó en la novena edición de La Voz en el equipo de Laura Pausini, llegando al asalto final.

### Estadísticas semanales
|                     | Decisión final | Gala 1    | Gala 2    | Gala 3     | Semifinal  | Final   |
| ------------------- | -------------- | --------- | --------- | ---------- | ---------- | ------- |
| Pol Granch          | Seleccionado   | Salvado   | Salvado   | Salvado    | Salvado    | Ganador |
| Elena Farga         | Seleccionada   | Salvada   | Salvada   | Salvada    | Salvada    | Segunda |
| Samuel              | Seleccionado   | Salvado   | Salvado   | Salvado    | Duelo      | Tercero |
| W-Caps              | Seleccionadas  | Salvadas  | Salvadas  | Salvadas   | Duelo      | Cuartas |
| Poupie              | Seleccionada   | Salvada   | Salvada   | Duelo      | Eliminada  |         |
| Malva               | Seleccionados  | Salvados  | Salvados  | Salvados   | Eliminados |         |
| Gema                | Seleccionada   | Duelo     | Duelo     | Salvada    | Eliminada  |         |
| Enrique Ramil       | Seleccionado   | Salvado   | Salvado   | Salvado    | Eliminado  |         |
| Fusa Nocta          | Seleccionada   | Salvada   | Salvada   | Eliminada  |            |         |
| Noah                | Seleccionadas  | Salvadas  | Salvadas  | Eliminadas |            |         |
| Oscárboles          | Seleccionado   | Salvado   | Eliminado |            |            |         |
| El Niño Bermejo     | Seleccionado   | Eliminado |           |            |            |         |
| Asier Marcos        | Eliminado      |           |           |            |            |         |
| Riduan Moh          | Eliminado      |           |           |            |            |         |
| Lara García         | Eliminada      |           |           |            |            |         |
| Daniela DiCostas    | Eliminada      |           |           |            |            |         |
| Pedro Giménez       | Eliminado      |           |           |            |            |         |
| Lobo                | Eliminado      |           |           |            |            |         |
| El Duende Callejero | Eliminados     |           |           |            |            |         |
| SolDSon             | Eliminados     |           |           |            |            |         |

     El concursante no estaba en el programa.
     El concursante fue el menos votado por el público y eliminado en la misma gala.
     El concursante fue elegido por el público para batirse en duelo y fue eliminado por el jurado.
     El concursante fue elegido por el público para batirse en duelo pero fue salvado por el jurado.
     El concursante fue salvado por el público.

### Audiencias
| Fecha      | Características del Programa                                                    | Audiencia         |
| ---------- | ------------------------------------------------------------------------------- | ----------------- |
| 13/04/2018 | Gala 1 / Primeras audiciones                                                    | 2 464 000 (17,2%) |
| 18/04/2018 | Gala 2 / Segundas audiciones                                                    | 1 966 000 (16,0%) |
| 25/04/2018 | Gala 3 / Terceras audiciones                                                    | 1 969 000 (15,7%) |
| 02/05/2018 | Gala 4 / Cuartas audiciones                                                     | 1 957 000 (15,6%) |
| 09/05/2018 | Gala 5 / Quintas audiciones                                                     | 1 988 000 (16,5%) |
| 16/05/2018 | Gala 6 / Primeras sillas                                                        | 1 901 000 (15,5%) |
| 25/05/2018 | Gala 7 / Segundas sillas                                                        | 1 681 000 (13,0%) |
| 01/06/2018 | Gala 8 / Decisión final                                                         | 1 234 000 (10,0%) |
| 08/06/2018 | Gala 9 / Eliminación de El Niño Bermejo                                         | 1 172 000 (9,7%)  |
| 15/06/2018 | Gala 10 / Eliminación de Oscárboles                                             | 1 131 000 (10,7%) |
| 22/06/2018 | Gala 11 / Eliminación de Noah y Fusa Nocta                                      | 1 036 000 (9,6%)  |
| 29/06/2018 | Gala 12 / Semifinal / Eliminación de Enrique Ramil, Gema Tomás, Malva y Poupie  | 1 000 000 (9,4%)  |
| 05/07/2018 | Gala 13 / Final / Ganador Pol Granch / 2.ª Elena Farga / 3.º Samuel / 4.º WCaps | 1 106 000 (9,9%)  |

## Cuarta edición (2024)
Tras descartar una nueva edición planeada inicialmente para 2019, en febrero de 2024 Telecinco anunció el regreso del formato con Ion Aramendi como nuevo presentador. En marzo se confirmó al nuevo jurado del concurso, compuesto por los cantantes Abraham Mateo, Lali Espósito, Vanesa Martín y Willy Bárcenas, además de anunciarse una importante novedad en la mecánica: esta edición prescindiría de la división por categorías tradicional en el formato, permitiendo a los jueces formar sus equipos sin restricciones de género o edad.
El programa contará en esta temporada con 9 programas divididos en tres fases: cinco Audiciones, las Sillas, las Semifinales y la Final.

### Concursantes y equipos
| Ayelen Alfonso                                                  | Abraham Mateo  | Ganadora                 | [ 5 ]  |
| Teete                                                           | Vanesa Martín  | 2.º Lugar                | [ 5 ]  |
| Coral Vicenti                                                   | Abraham Mateo  | 3.er Lugar               | [ 6 ]  |
| Patrick Bel                                                     | Abraham Mateo  | 4.º Lugar                | [ 6 ]  |
| Jürgen                                                          | Lali Espósito  | Finalistas eliminados    | [ 6 ]  |
| Awy (Diego, Martín, Adri, Jorge y Joel)                         | Willy Bárcenas | Finalistas eliminados    | [ 6 ]  |
| Samuel Nagati                                                   | Lali Espósito  | Finalistas eliminados    | [ 6 ]  |
| Lucía Moreno                                                    | Vanesa Martín  | Finalistas eliminados    | [ 6 ]  |
| Mix Band (Daniel Doncia, Irene Molina, Priego y Saray Forero)   | Lali Espósito  | 4.os Eliminados          | [ 7 ]  |
| J Prince                                                        | Vanesa Martín  | 3.er Eliminado           | [ 7 ]  |
| Danel                                                           | Willy Bárcenas | Robado / 2.º Eliminado   | [ 8 ]  |
| Nacho Nacif                                                     | Willy Bárcenas | Repesca / 1.er Eliminado | [ 8 ]  |
| Zoe Ravier                                                      | Willy Bárcenas | Abandono voluntario      | [ 8 ]  |
| Seleccionados descartados en la Decisión final                  |                |                          |        |
| Juan José Amador "El Gordo"                                     | Willy Bárcenas | Eliminados               | [ 9 ]  |
| Emmie Reek                                                      | Willy Bárcenas | Eliminados               | [ 9 ]  |
| Carla Quesada                                                   | Willy Bárcenas | Eliminados               | [ 9 ]  |
| Adriel Tjokro                                                   | Lali Espósito  | Eliminados               | [ 10 ] |
| Belter Souls (?)                                                | Lali Espósito  | Eliminados               | [ 10 ] |
| María Hurtado                                                   | Lali Espósito  | Eliminados               | [ 10 ] |
| Ryan Chapman                                                    | Abraham Mateo  | Eliminados               | [ 11 ] |
| Al Linquindoi (José Carrasco, José Ballesteros y Joel Expósito) | Abraham Mateo  | Eliminados               | [ 11 ] |
| Jaqui Lin                                                       | Abraham Mateo  | Eliminados               | [ 11 ] |
| Divine (?)                                                      | Vanesa Martín  | Eliminados               | [ 12 ] |
| Evvie                                                           | Vanesa Martín  | Eliminados               | [ 12 ] |

### Estadísticas semanales
| Aye Alfonso                 | Seleccionada  | Seleccionada  | Salvada             | Salvada             | Salvada    | Ganadora   |  |  |  |  |  |  |  |  |  |  |  |  |  |  |  |  |  |  |  |
| Teete                       | Seleccionado  | Seleccionado  | Salvado             | Salvado             | Salvado    | Segundo    |  |  |  |  |  |  |  |  |  |  |  |  |  |  |  |  |  |  |  |
| Coral Vicenti               | Seleccionada  | Seleccionada  | Salvada             | Salvada             | Salvada    | Tercera    |  |  |  |  |  |  |  |  |  |  |  |  |  |  |  |  |  |  |  |
| Patrick Bel                 | Seleccionado  | Seleccionado  | Salvado             | Salvado             | Salvado    | Cuarto     |  |  |  |  |  |  |  |  |  |  |  |  |  |  |  |  |  |  |  |
| Jürgen                      | Seleccionado  | Seleccionado  | Salvado             | Salvado             | Salvado    | Eliminado  |  |  |  |  |  |  |  |  |  |  |  |  |  |  |  |  |  |  |  |
| Awy                         | Seleccionados | Seleccionados | Salvados            | Salvados            | Salvados   | Eliminados |  |  |  |  |  |  |  |  |  |  |  |  |  |  |  |  |  |  |  |
| Samuel Nagati               | Seleccionado  | Seleccionado  | Salvado             | Salvado             | Duelo      | Eliminado  |  |  |  |  |  |  |  |  |  |  |  |  |  |  |  |  |  |  |  |
| Lucía Moreno                | Seleccionada  | Seleccionada  | Salvada             | Salvada             | Salvada    | Eliminada  |  |  |  |  |  |  |  |  |  |  |  |  |  |  |  |  |  |  |  |
| Mix Band                    | Seleccionados | Seleccionados | Salvados            | Salvados            | Eliminados |            |  |  |  |  |  |  |  |  |  |  |  |  |  |  |  |  |  |  |  |
| J Prince                    | Seleccionado  | Seleccionado  | Duelo               | Duelo               | Eliminado  |            |  |  |  |  |  |  |  |  |  |  |  |  |  |  |  |  |  |  |  |
| Danel                       | Eliminado     | Robado        | Eliminado           | Eliminado           |            |            |  |  |  |  |  |  |  |  |  |  |  |  |  |  |  |  |  |  |  |
| Nacho Nacif                 | Eliminado     | Eliminado     | Repesca             | Eliminado           |            |            |  |  |  |  |  |  |  |  |  |  |  |  |  |  |  |  |  |  |  |
| Zoe Ravier                  | Seleccionada  | Seleccionada  | Abandono voluntario | Abandono voluntario |            |            |  |  |  |  |  |  |  |  |  |  |  |  |  |  |  |  |  |  |  |
| Juan José Amador "El Gordo" | Eliminado     | Eliminado     |                     |                     |            |            |  |  |  |  |  |  |  |  |  |  |  |  |  |  |  |  |  |  |  |
| Emmie Reek                  | Eliminado     | Eliminado     |                     |                     |            |            |  |  |  |  |  |  |  |  |  |  |  |  |  |  |  |  |  |  |  |
| Carla Quesada               | Eliminada     | Eliminada     |                     |                     |            |            |  |  |  |  |  |  |  |  |  |  |  |  |  |  |  |  |  |  |  |
| Adriel Tjokro               | Eliminado     | Eliminado     |                     |                     |            |            |  |  |  |  |  |  |  |  |  |  |  |  |  |  |  |  |  |  |  |
| Belter Souls                | Eliminados    | Eliminados    |                     |                     |            |            |  |  |  |  |  |  |  |  |  |  |  |  |  |  |  |  |  |  |  |
| María Hurtado               | Eliminada     | Eliminada     |                     |                     |            |            |  |  |  |  |  |  |  |  |  |  |  |  |  |  |  |  |  |  |  |
| Ryan Chapman                | Eliminado     | Eliminado     |                     |                     |            |            |  |  |  |  |  |  |  |  |  |  |  |  |  |  |  |  |  |  |  |
| Al Linquindoi               | Eliminados    | Eliminados    |                     |                     |            |            |  |  |  |  |  |  |  |  |  |  |  |  |  |  |  |  |  |  |  |
| Jaqui Lin                   | Eliminada     | Eliminada     |                     |                     |            |            |  |  |  |  |  |  |  |  |  |  |  |  |  |  |  |  |  |  |  |
| Divine                      | Eliminadas    | Eliminadas    |                     |                     |            |            |  |  |  |  |  |  |  |  |  |  |  |  |  |  |  |  |  |  |  |
| Evvie                       | Eliminada     | Eliminada     |                     |                     |            |            |  |  |  |  |  |  |  |  |  |  |  |  |  |  |  |  |  |  |  |

     Ganadora.
     Segundo finalista.
     Tercer finalista.
     Cuarto finalista.
     El concursante fue el menos votado por el público y eliminado en la final.
     El concursante fue salvado por el público.
     El concursante fue el menos votado por el público, debió batirse en duelo pero fue salvado por el jurado.
     El concursante fue el menos votado por el público, debió batirse en duelo y fue eliminado por el jurado.
     El concursante fue el menos votado por el público y eliminado en la misma gala.
     El concursante no fue seleccionado por su mentor y es eliminado pero es robado por otro y regresa a la competencia.
     El concursante no fue seleccionado y es eliminado pero fue repescado y regresa a la competencia.
     El concursante no fue seleccionado y es eliminado de la competencia.
     El concursante abandona el programa.
     El concursante no estaba en el programa.

### Audiencias
| Fecha      | Características del programa                                                            | Audiencia      | Ref.   |
| ---------- | --------------------------------------------------------------------------------------- | -------------- | ------ |
| 17/04/2024 | Gala 1 / Primeras audiciones                                                            | 669 000 (8,3%) | [ 13 ] |
| 23/04/2024 | Gala 2 / Segundas audiciones                                                            | 541 000 (7,7%) | [ 14 ] |
| 30/04/2024 | Gala 3 / Terceras audiciones                                                            | 502 000 (6,6%) | [ 15 ] |
| 06/05/2024 | Gala 4 / Cuartas audiciones                                                             | 443 000 (6,6%) | [ 16 ] |
| 13/05/2024 | Gala 5 / Quintas audiciones                                                             | 465 000 (6,9%) | [ 17 ] |
| 20/05/2024 | Gala 6 / Las sillas                                                                     | 383 000 (5,7%) | [ 18 ] |
| 27/05/2024 | Gala 7 / Primera semifinal / Eliminación de Nacho Nacif y Danel                         | 397 000 (5,7%) | [ 19 ] |
| 03/06/2024 | Gala 8 / Segunda semifinal / Eliminación de J Prince y Mix Band                         | 349 000 (5,0%) | [ 20 ] |
| 10/06/2024 | Gala 9 / Final / Ganadora Aye Alfonso / 2.º Teete / 3.ª Coral Vicenti / 4.º Patrick Bel | 399 000 (5,5%) | [ 21 ] |

## Palmarés
| Edición           | Fecha | Ganador        | Subcampeón     | Tercero          | Cuarto       |
| ----------------- | ----- | -------------- | -------------- | ---------------- | ------------ |
| Factor X España 1 | 2007  | María Villalón | Angy Fernández | Walter Renato    | United       |
| Factor X España 2 | 2008  | Vocal Tempo    | Laura González | Élanis           | Gera Márquez |
| Factor X España 3 | 2018  | Pol Granch     | Elena Farga    | Samuel Hernández | W Caps       |
| Factor X España 4 | 2024  | Ayelen Alfonso | Teete          | Coral Vicenti    | Patrick Bel  |

## Audiencias
| Edición                          | Fecha | Cadena    | Espectadores | Cuota de pantalla | Gran final        |
| -------------------------------- | ----- | --------- | ------------ | ----------------- | ----------------- |
| Factor X España: Primera edición | 2007  | Cuatro    | 1 636 000    | 11,3%             | 1 848 000 (15,1%) |
| Factor X España: Segunda edición | 2008  | Cuatro    | 736 000      | 5,7%              | 876 000 (5,1%)    |
| Factor X España: Tercera edición | 2018  | Telecinco | 1 585 000    | 13,0%             | 1 106 000 (9,9%)  |
| Factor X España: Cuarta edición  | 2024  | Telecinco | 461 000      | 6,4%              | 399 000 (5,5%)    |

## Versiones internacionales
Factor X ha tenido gran acogida siendo emitida ya por 55 países, entre ellos destacan, Reino Unido, Italia, Australia, Bélgica, Estados Unidos, Rusia, España y Chile. En el Factor X británico cabe destacar la participación de la concursante española Ruth Lorenzo que ha logrado gran renombre tanto en Reino Unido como en España.

## Productos relacionados

### Discos
Una vez finalizada la primera temporada, Cuatro y Sony-BMG editaron un doble disco recopilatorio, con 27 temas interpretados en las galas del programa por los propios concursantes o artistas invitados.
Por su parte, la misma compañía discográfica decidió editar un disco personalizado a cada uno de los finalistas, si bien inicialmente ese era el premio reservado solo para el ganador.

### Revista Factor X
El 23 de septiembre de 2008, con motivo del inicio de la segunda edición del programa, salió a la venta la revista oficial del programa, de periodicidad quincenal.